# St. Ägidius und Nikolaus (Grainbach)

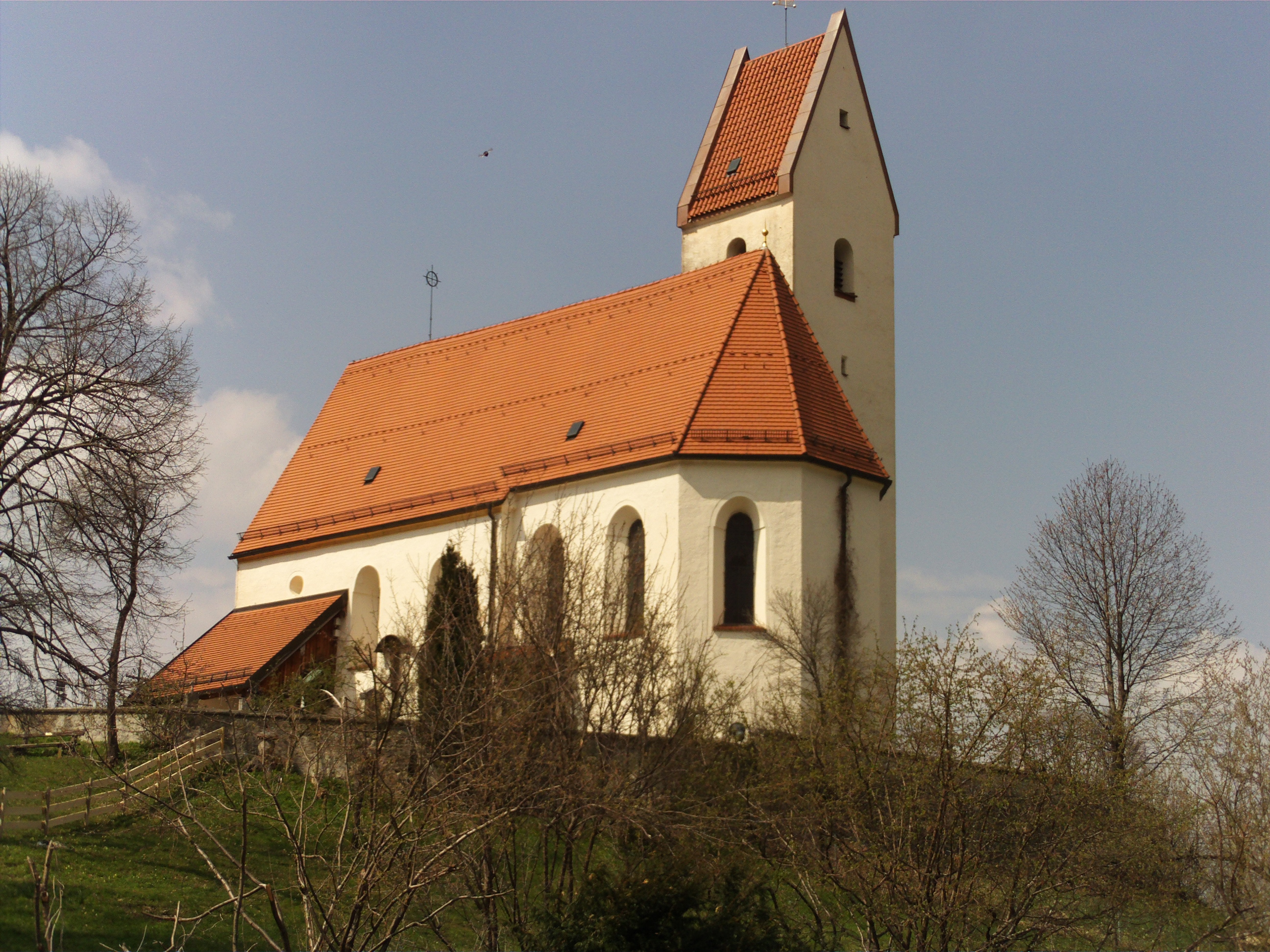
St. Ägidius und Nikolaus in Grainbach

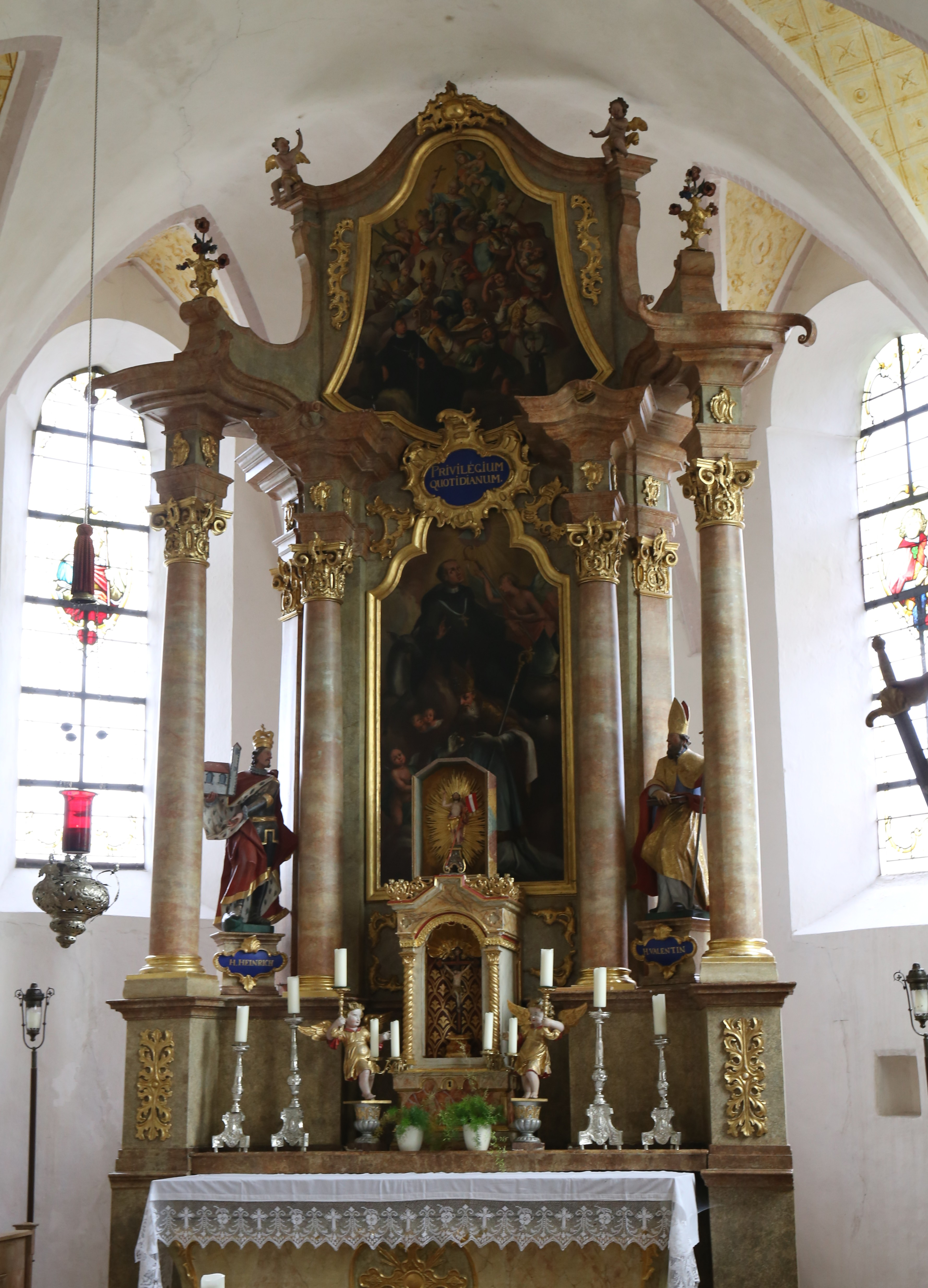
Hochaltar

Die römisch-katholische Filialkirche St. Ägidius steht in Grainbach, einem Gemeindeteil von Samerberg im oberbayerischen Landkreis Rosenheim. Das Bauwerk ist in der Liste der Baudenkmäler in Samerberg als Baudenkmal unter der Nr. D-1-87-172-20 eingetragen. Die Kirche gehört zum Pfarrverband Rohrdorf im Dekanat Rosenheim des Erzbistums München und Freising.

## Beschreibung
Die im Kern spätromanische Saalkirche wurde im 13. Jahrhundert als Wehrkirche erbaut und um 1470/80 spätgotisch überformt. Die Einwölbung, der dreiseitig geschlossene Chor und der Turm stammen aus dieser Zeit. In der ersten Hälfte des 18. Jahrhunderts erfolgte eine barocke Umgestaltung. Die Kirche besteht aus dem Langhaus, dem eingezogenen Chor im Osten und dem Chorflankenturm an der Nordwand des Chors. Ein Vorzeichen befindet sich an der Südwand des Langhauses. 
Der Innenraum des Langhauses ist mit einem Stichkappengewölbe überspannt. Die Seitenaltäre wurden 1768 von Joseph Götsch gebaut, der nördliche wird von den Skulpturen des Benno von Meißen und des Rupert von Salzburg flankiert, der südliche von den Wetterheiligen Johannes und Paulus.